# Stráňany
Stráňany (do roku 1948 Folvark) jsou obec na Slovensku v okrese Stará Ľubovňa v Prešovském kraji na úpatí Pienin na hranicích s Polskem. Žije zde 180 obyvatel. Stráňany se nacházejí na půli cesty mezi Starou Ľubovňou a Červeným Klášterem.
V obci je řeckokatolický chrám Ochrany Přesvaté Bohorodičky (po rekonstrukci střechy). Stráňany jsou turistickým východiskem do Pienin a Belianských Tater. První písemná zmínka pochází z roku 1343. Obyvatelé se zabývali hlavně zemědělstvím, drátenictvím a prací v lesích.
Stráňany mají autobusové spojení do Staré Ľubovňu, Spišské Staré Vsi, Prešova a Košic. Nejbližší železniční stanice se nachází v Staré Ľubovni.

## Galerie

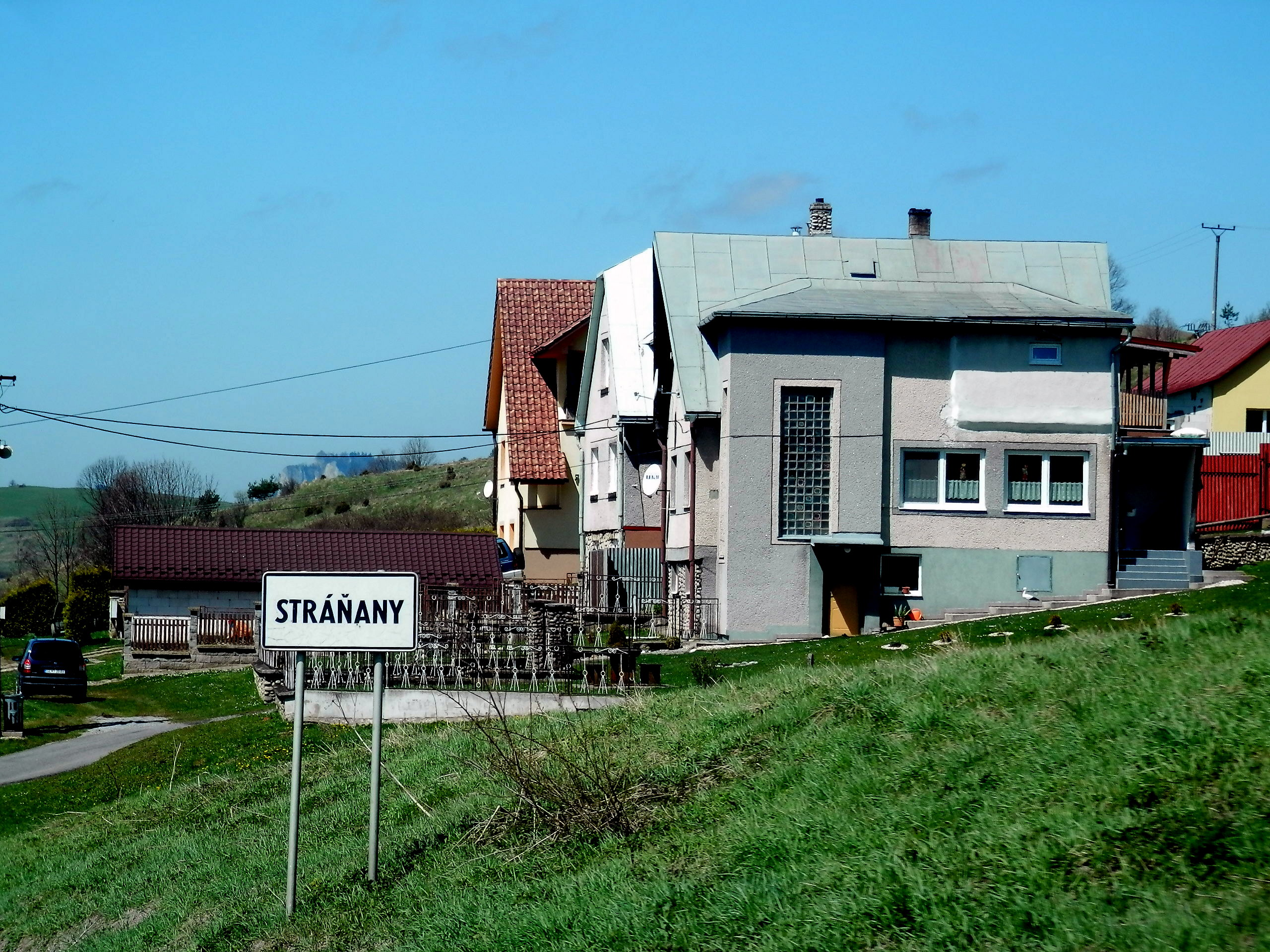
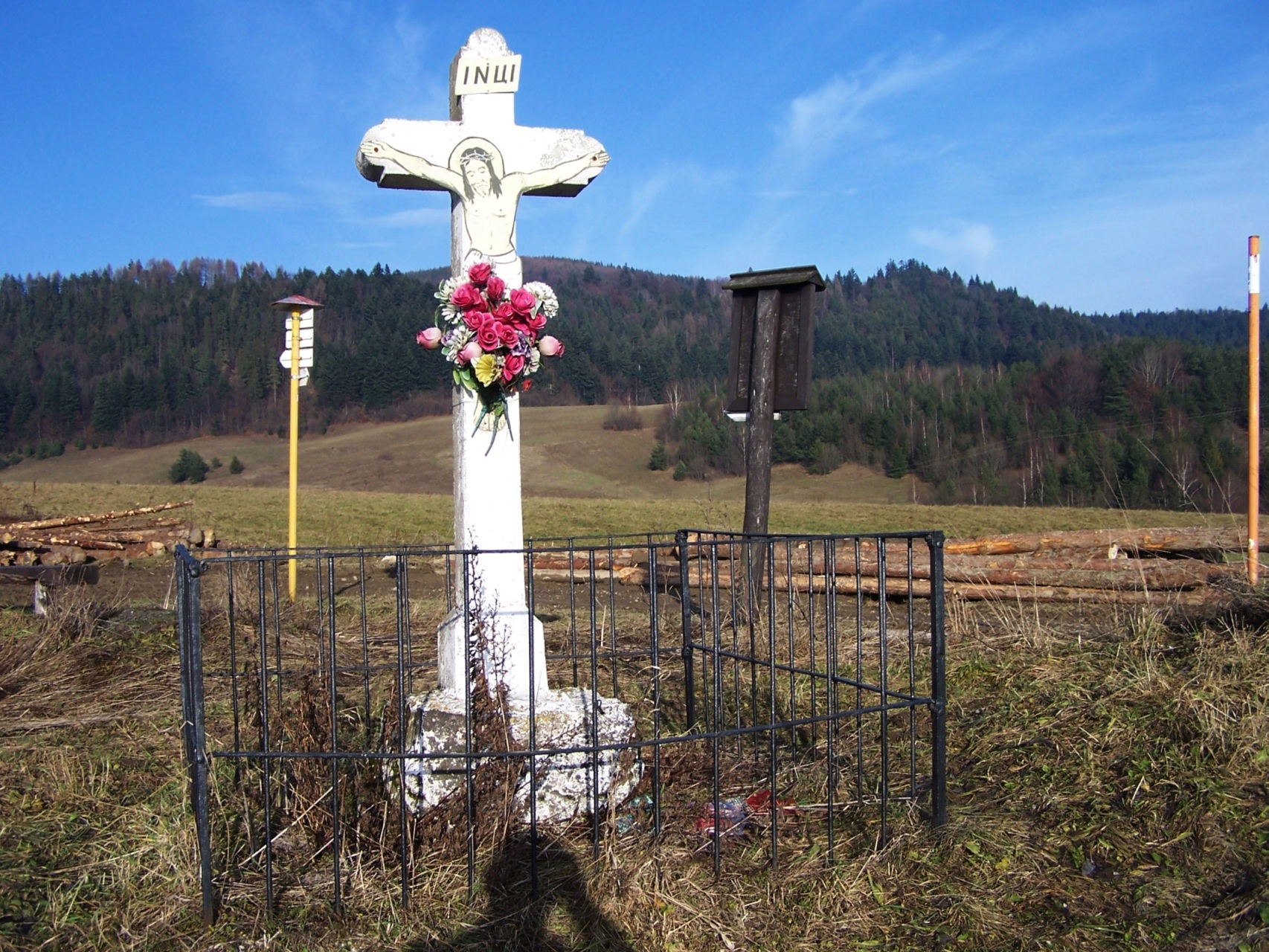
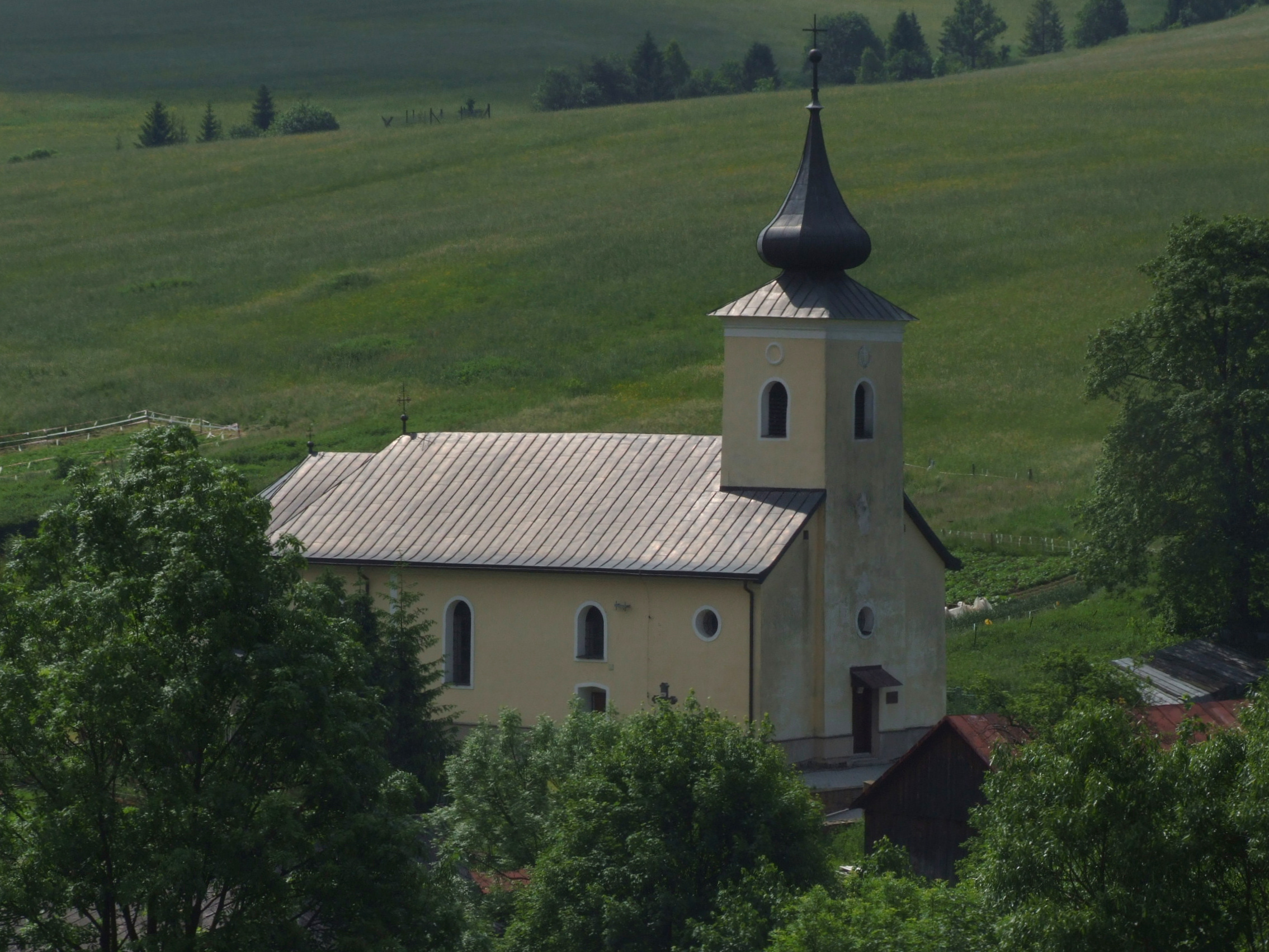
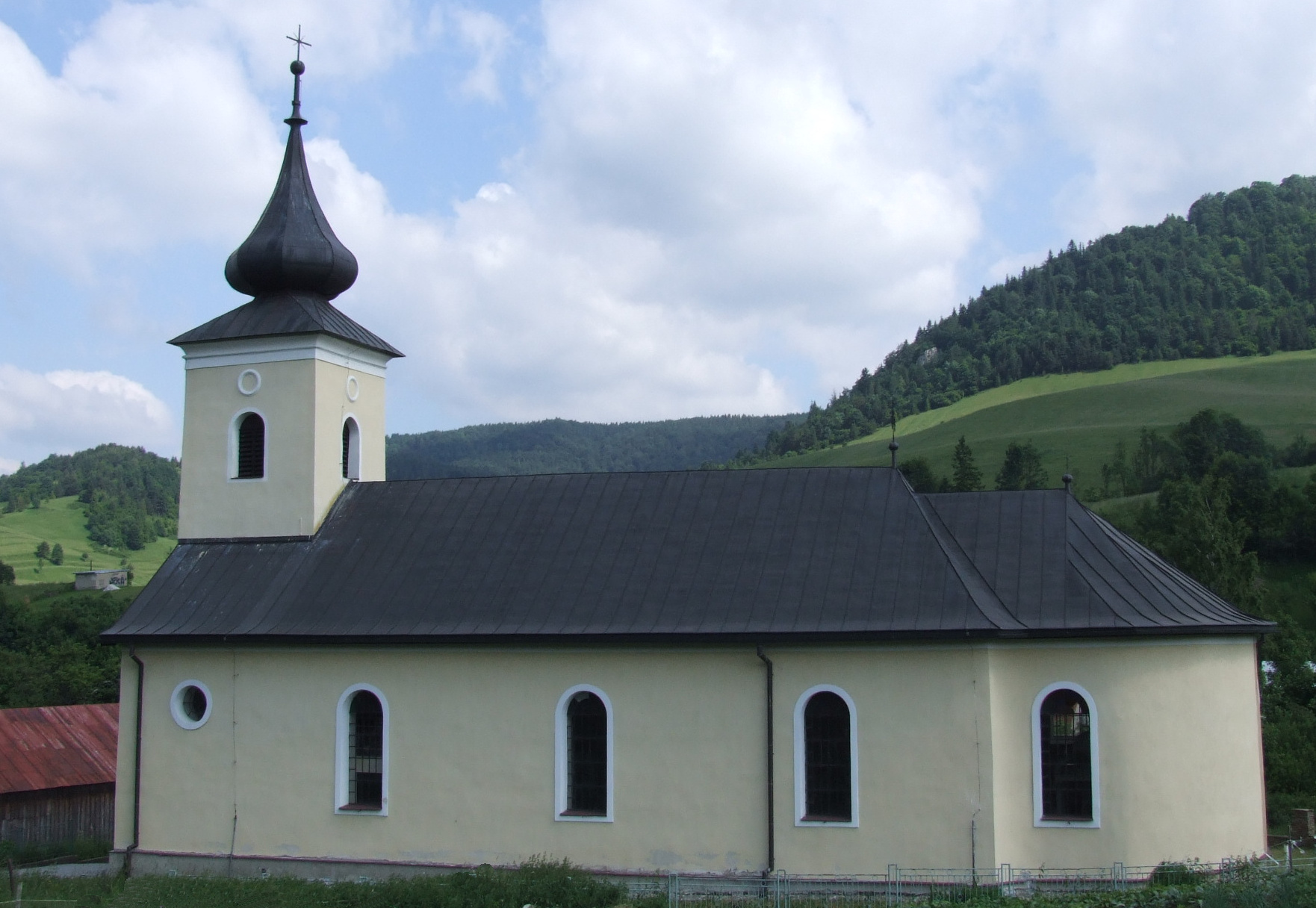
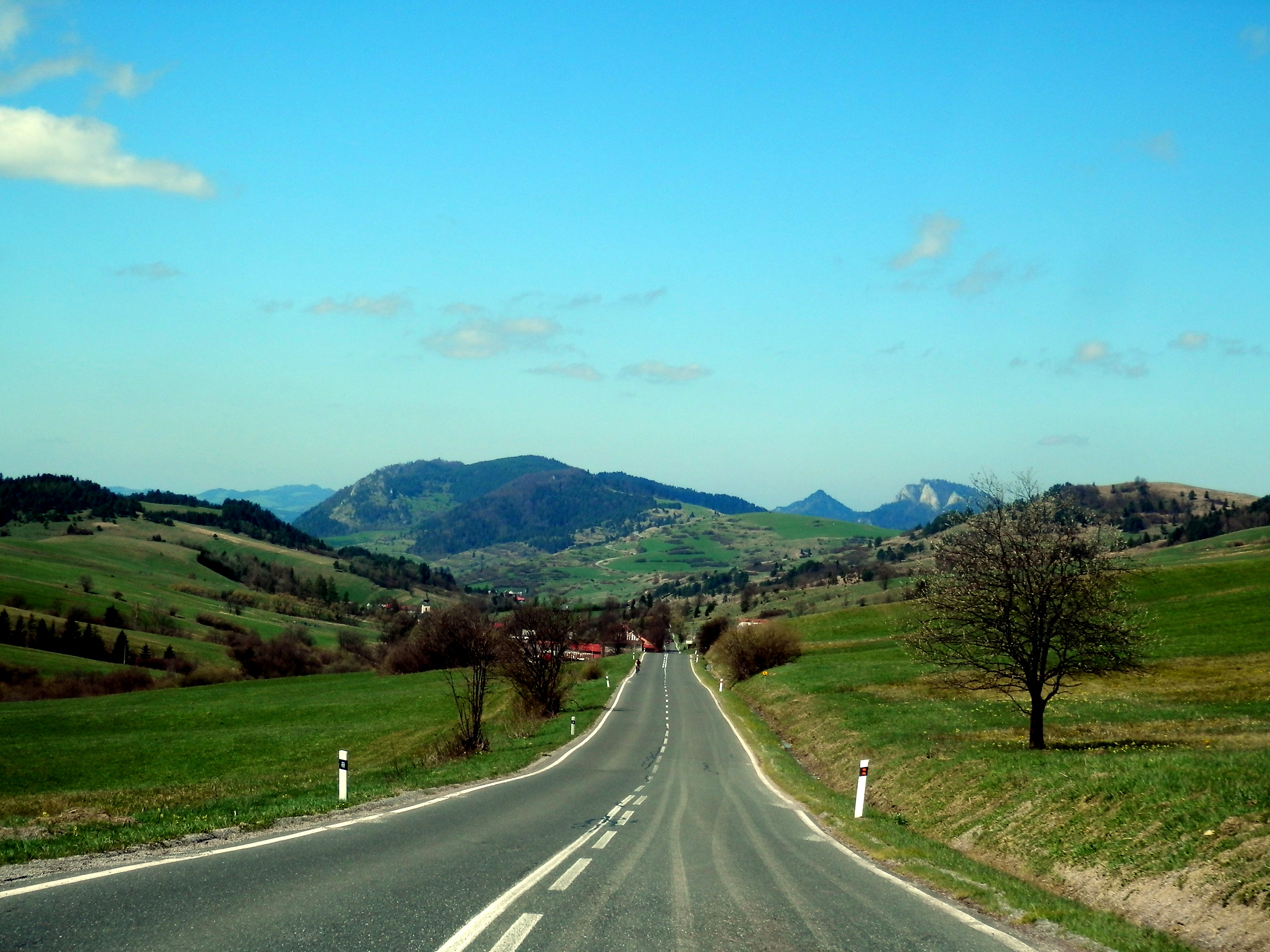
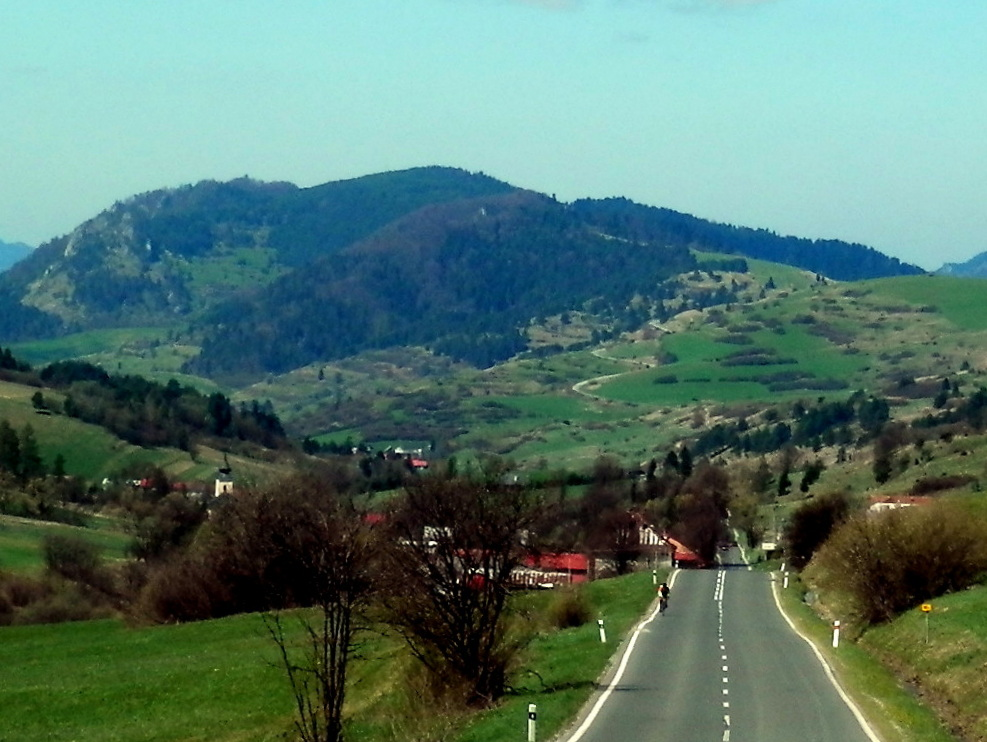